# Tende (tổng)
Tổng Tende là một tổng của Pháp, nằm ở tỉnh Alpes-Maritimes trong vùng Provence-Alpes-Côte d'Azur.

## Các xã
Tổng này gồm các xã Tende và La Brigue.

## Lịch sử
| Ngày bâu cử | Tên               | Đảng          | Tư cách                                           |
| --- | ----------------- | ------------- | ------------------------------------------------- |
| Aimable Gastaud est le premier Conseiller Général du Canton de Tende, créé en 1951. Aimable Gastaud fut l'architecte et le moteur de la réintingration à la France des communes de Tende et La Brigue le 16 septembre 1947. |                   |               |                                                   |
| 1970 | Me José Balarello | Divers Droite |                                                   |
| 1988 | Me José Balarello | Divers Droite | Thượng nghị sĩ-Thị trưởng Tende                   |
| 1994 | Me José Balarello | RPR-UDF       | Thượng nghị sĩ, Thị trưởng Tende                  |
| 2001 | Me José Balarello | UMP           | Phó thị trưởng Tende, Thượng nghị sĩ.             |
| 2008 | Me José Balarello | UMP           | * Ủy viên hội đồng đô thị Sospel, Thượng nghị sĩ. |

## Nhân khẩu
| 1882                                         | 1926 | 1962 | 1968 | 1975 | 1982 | 1990 | 1999  |
|                                              |      |      |      |      |      |      | 2 439 |
| -------------------------------------------- | ---- | ---- | ---- | ---- | ---- | ---- | ----- |
| Số liệu từ năm 1990: Dân số không tính trùng |      |      |      |      |      |      |       |